# Peter Finger (Gitarrist)

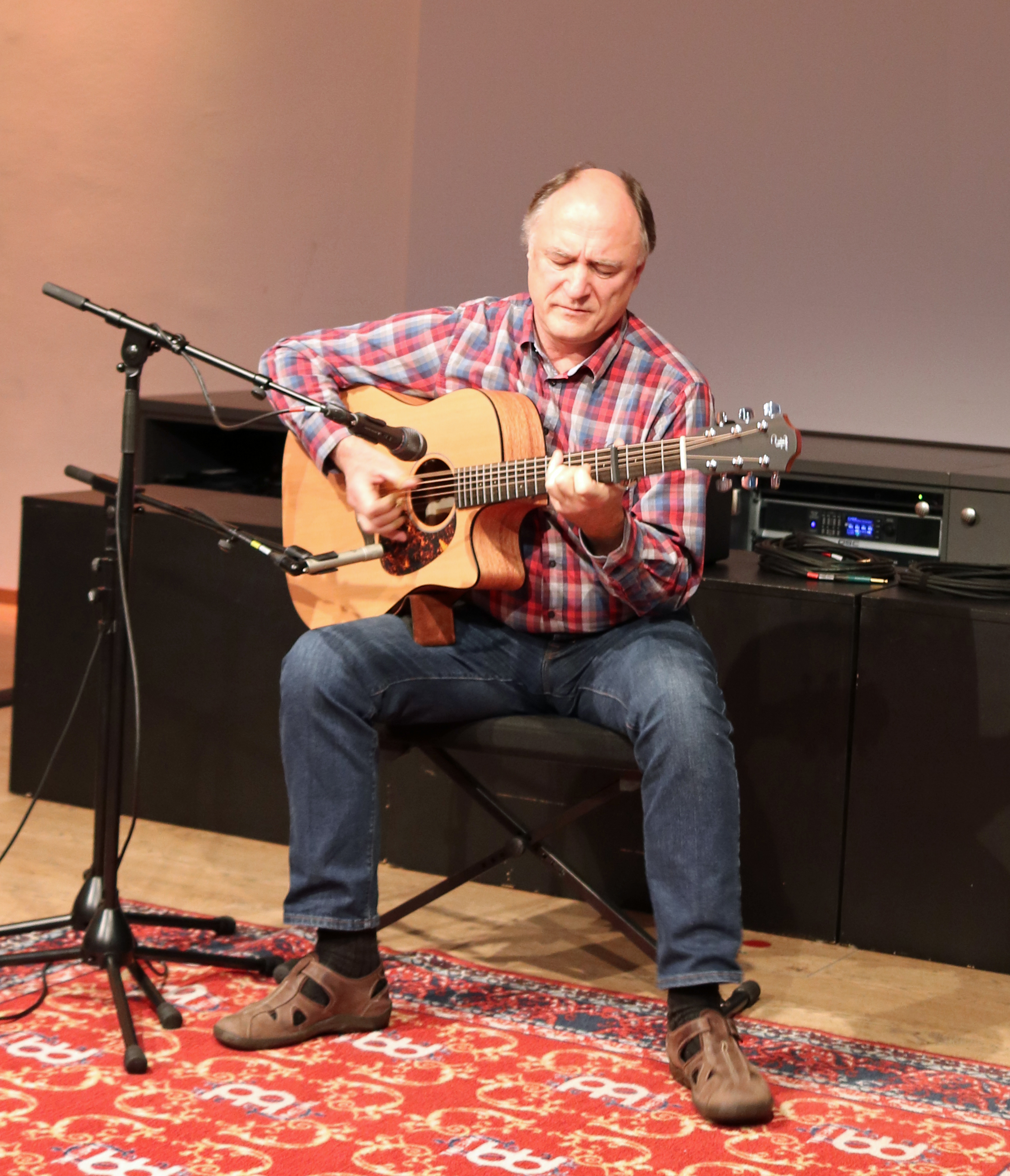
Peter Finger im November 2016

Peter Finger (* 11. Oktober 1954 in Weimar) ist ein deutscher Gitarrist, Verleger und Gitarrenbauer. Finger gilt als einer der wichtigsten zeitgenössischen Fingerstyle-Gitarristen und Komponisten für Gitarrenmusik. Seine stilistische Bandbreite reicht von Romantik und Impressionismus über Jazz und Traditional bis hin zu freier Tonalität.

## Leben
Peter Finger ist der Sohn des Dirigenten Heinz Finger. Im Alter von sechs Jahren begann er mit Geigen- und später auch mit Klavierunterricht. Für sein Geigenspiel belegte er 1962 den ersten Platz beim Wettbewerb Jugend musiziert. Fingers Onkel schenkte ihm im Alter von 13 Jahren eine Akustikgitarre. 
Finger studierte Musik in Münster. Mit 19 Jahren wurde er von dem amerikanischen Gitarristen Stefan Grossman entdeckt, der ihn in sein Label Kicking Mule Records aufnahm. Das dort veröffentlichte erste Album Fingers Bottleneck Guitar Solos, das unter anderem zwei heute zum gitarristischen Standardrepertoire gehörende Transkriptionen aus der 2. Sonate für Solovioline von Johann Sebastian Bach enthält, wurde einer der größten Erfolge des Labels und machte den jungen Künstler international bekannt. Seit 1976 tourt Finger mit großem Erfolg durch Europa, die USA, Kanada und Asien.
1988 gründete Finger sein Label Acoustic Music Records, das sich auf die Dokumentation der deutschen Akustikszene konzentriert. Viele national und international bekannte Gitarristen arbeiten mit dem Label zusammen. Seit 1996 bringt Finger das Magazin Akustik Gitarre heraus.
Seit 1997 tritt er beim Dresdner Gitarrenfest mit auf. 1998 rief Finger das jährlich stattfindende Open Strings Gitarrenfestival Osnabrück ins Leben.
Finger lebt und arbeitet in Osnabrück.

## Auszeichnungen
- 1962: Preisträger bei „Jugend musiziert“
- 1969: Erneut Preisträger bei „Jugend musiziert“
- 1973: Preis in der Kategorie „Neue Talente“ des Interfolk Festivals in Fingers Heimatstadt Osnabrück
- 1974: Zweiter Platz im Kompositionswettbewerb „Natura“ der freien Musikervereinigung Niedersachsens e. V.
- 1982: Ernst-Fischer-Preis für Orchestermusik
- 1985: Erster Platz für seine Komposition „Herbstwind“ im Wettbewerb des Staatstheaters Oldenburg für Orchesterkompositionen
- 2003: Niedersächsischer Musikpreis
- 2010: Ehrenpreis der deutschen Schallplattenkritik

## Diskografie
- Finger Picking (1973)
- Guitar Instrumentals (1974)
- Bottleneck Guitar Solos (1974)
- Detlef & Finger (1975)
- Acoustic Rock Guitar (1977)
- Zwei Seiten (1979)
- Windspiele (1980)
- Im Labyrinth (mit Florian Poser) (1982)
- Best of Peter Finger & Florian Poser (1981/1982)
- Neue Wege (mit Charlie Mariano und Trilok Gurtu) (1984)
- Niemandsland (1989)
- Colors of the night (1990)
- Innenleben (1992)
- Solo (1993)
- Between the Lines (1995)
- Open Strings (1999)
- Blue Moon (2003)
- Dream Dancer (2003)
- In Concert (2008)
- Flow (2010)
- Made of Rosewood (2014)[2][3]